# Normas de tránsito

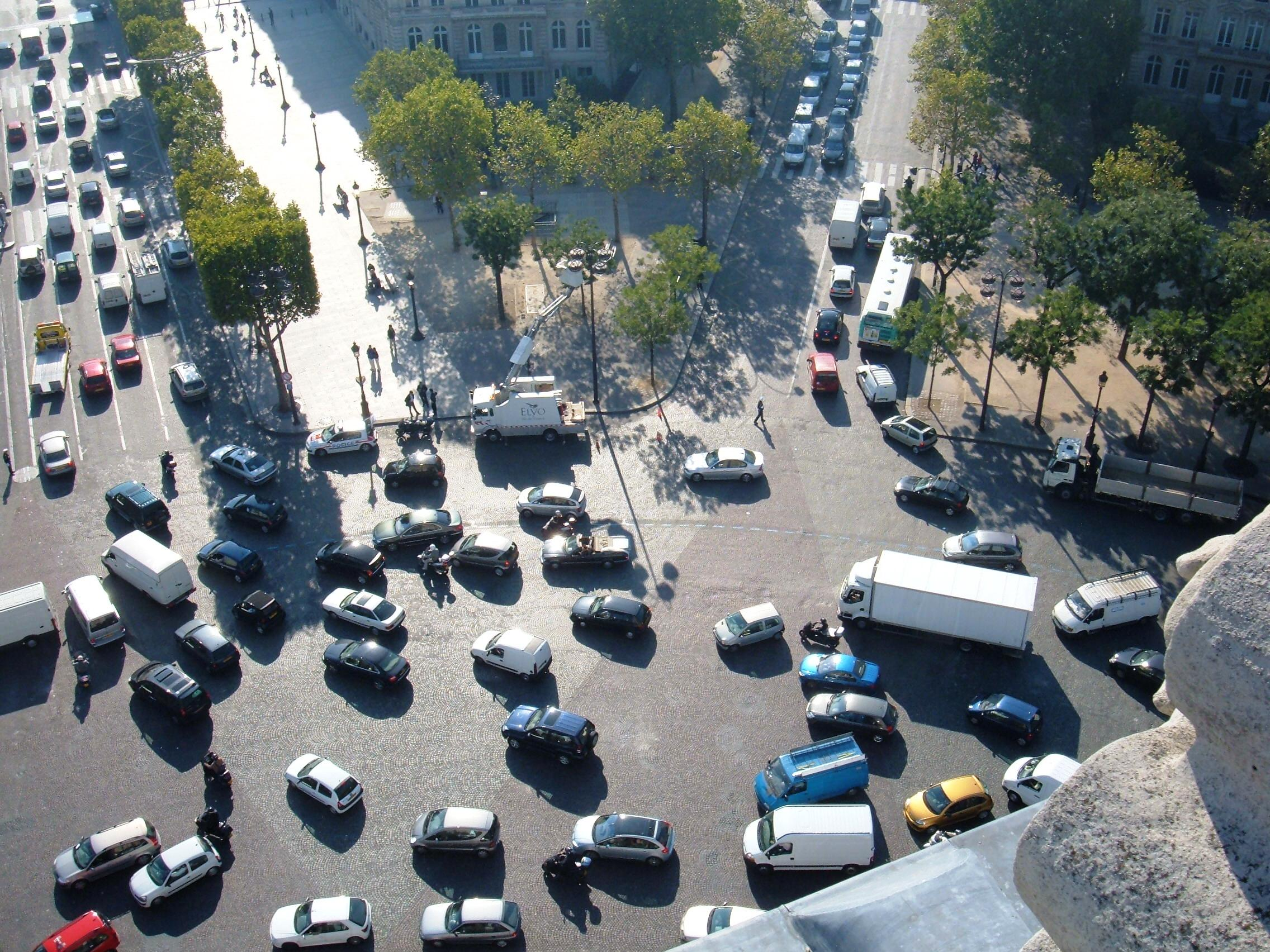
Dificultades de tráfico en la Place de l'Etoile de París. En una rotonda o glorieta, el sentido de la circulación se establece dejando el punto central (en este caso el Arco de Triunfo) a la izquierda del sentido de la circulación de los vehículos, manteniéndose el principio general de circular por la derecha. El establecimiento de esa convención se suele remontar a Napoleón Bonaparte, que la impuso en Europa continental a comienzos del ; razón por la cual en Inglaterra (y los países que estaban vinculados a este país -no Estados Unidos, que ya se había independizado por entonces-) se circula por la izquierda (la otra excepción notable es Japón).

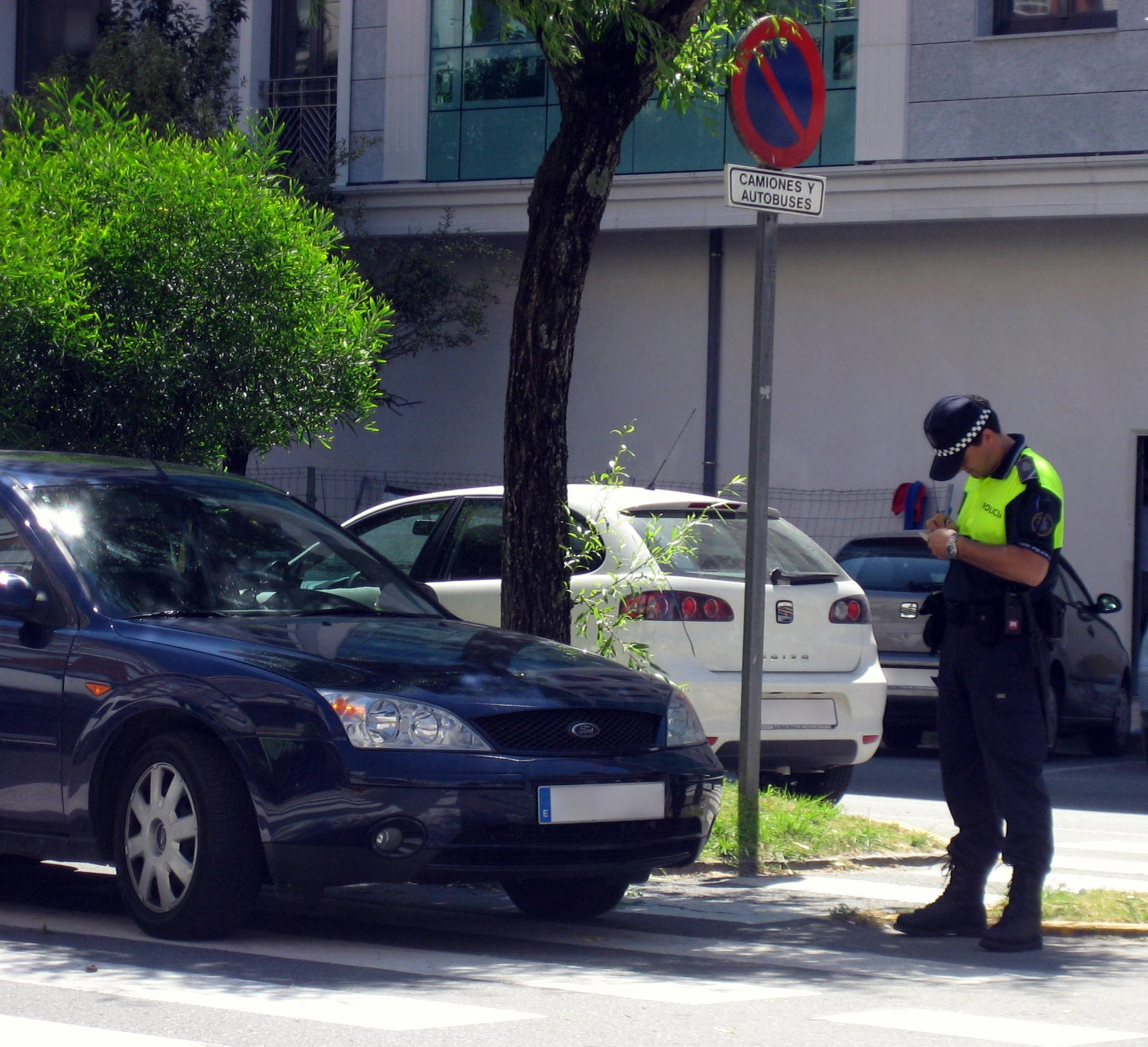
Imposición de una multa por mal aparcamiento (el vehículo ocupa un paso de cebra).

Las normas de tránsito, de tráfico o de circulación son las normas que regulan el tráfico o circulación de vehículos.
Además de determinar el significado de las señales de tráfico, los semáforos y otros tipos de señalización vial (marcas viales en el pavimento, actuación de los agentes de tráfico, etc.), marcan los principios generales y particulares por los que se establece la circulación (como la prioridad de paso, el alumbrado, el pasaje, la carga, las dimensiones, u otras condiciones en que cada tipo de vehículo puede o no circular por cada tipo de vía, etc.).
La legislación relativa a estas normas suele recibir la denominación de reglamento o código de circulación o de tráfico; y aunque sea de ámbito nacional, se coordina internacionalmente (Convención de Viena sobre Tráfico en Carretera de 1968, Convención de Viena sobre Señalización Vial, etc.).
Más allá de las normas jurídicas, los conductores y los demás usuarios de las vías públicas mantienen (o en su caso, vulneran) en su relación con los demás ciertos usos y costumbres implícitos que pueden denominarse etiqueta de conducción.

## Historia

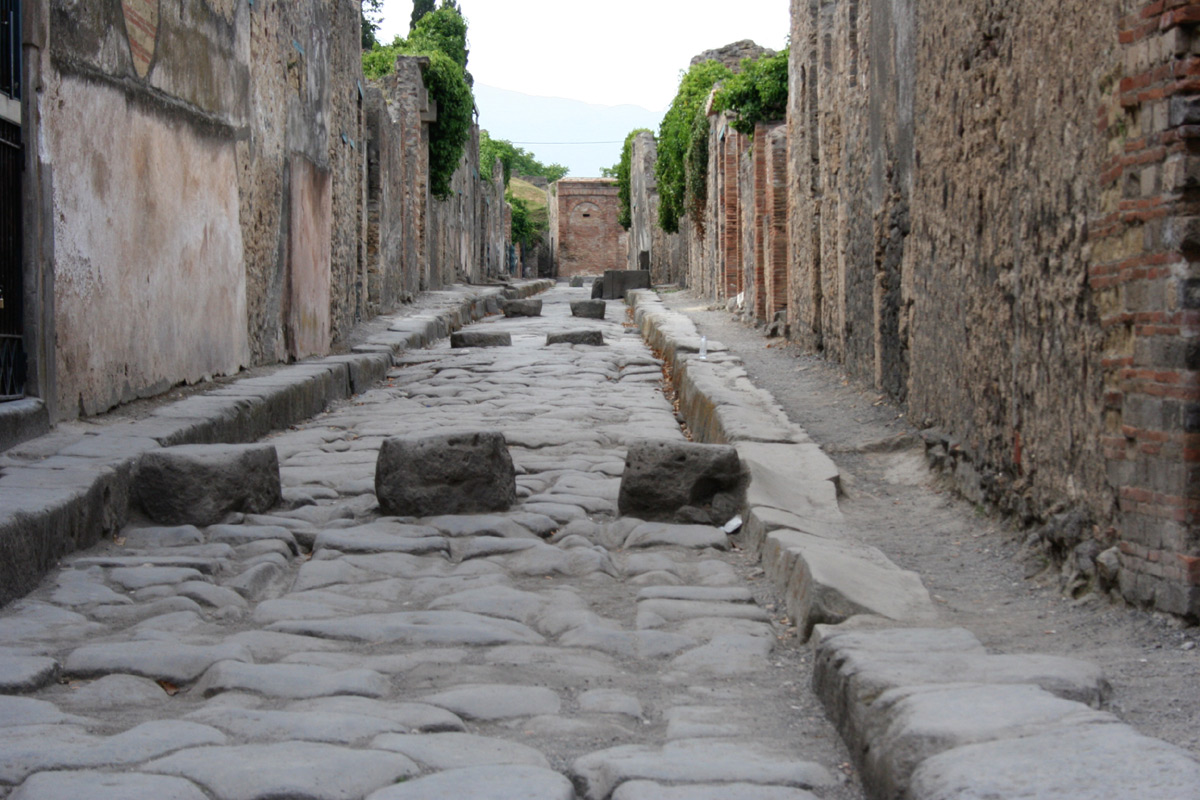
Calle de Pompeya con pasos de peatones. La Lex Iulia Municipalis incluía una norma de tráfico: la prohibición a los carruajes de circular "desde el alba hasta la décima hora", marcando incluso las excepciones a la norma. Entre los curatores existían los quattuorviri viarum y los curatores viarum
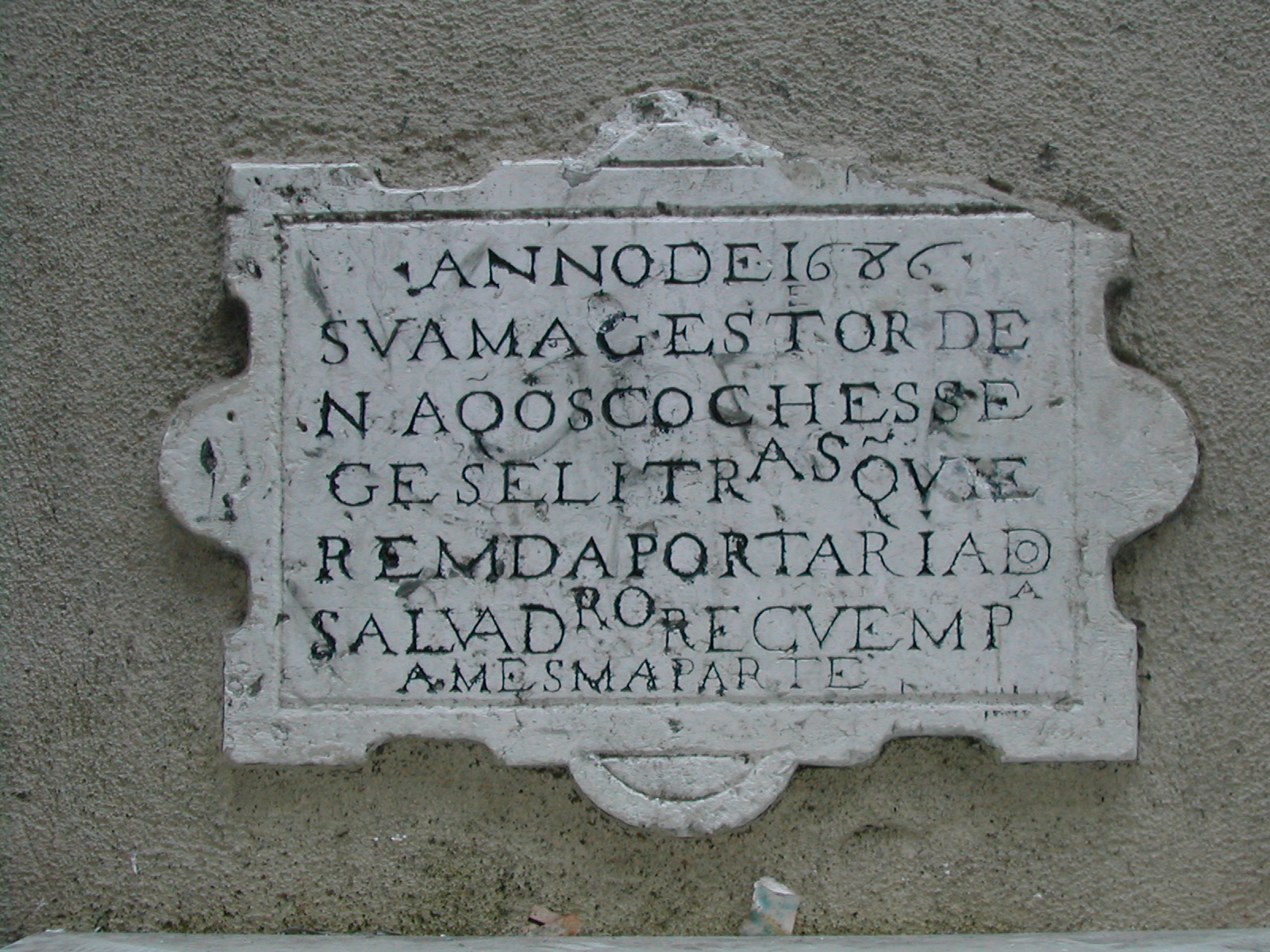
Un antiguo cartel que establecía normas de circulación en una calle estrecha de la ciudad de Lisboa: "Año de 1686. Su Majestad ordena que los coches, carruajes y literas que entren por la Puerta del Salvador retrocedan para la misma parte." Es equivalente a una prioridad de paso o un "antes de entrar, dejen salir".
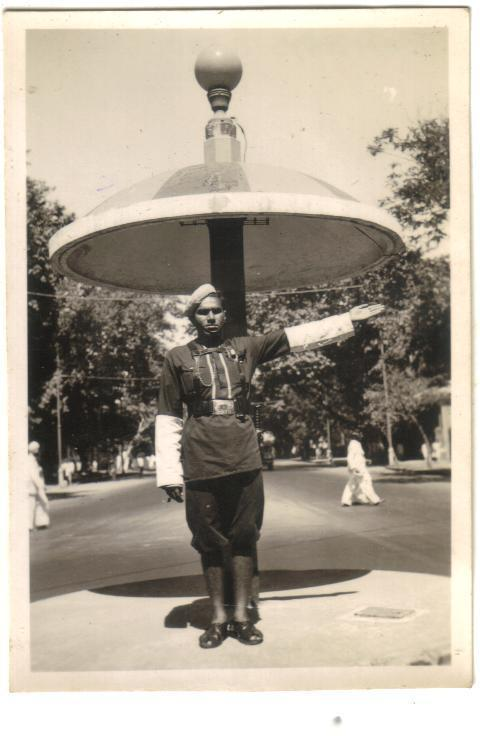
Policía de Bombay dirigiendo el tráfico en 1945, en los últimos años de la colonización británica.